# Jifat Szasza-Bitton
Jifat Szasza-Bitton (hebr.: יפעת שאשא-ביטון, ang.: Yifat Shasha-Biton, ur. 23 maja 1973 w Kirjat Szemonie) – izraelska polityk, minister edukacji od czerwca 2021 do grudnia 2022. Od stycznia 2019 do maja 2020 była ministrem budownictwa. Od 2015 jest posłem do Knesetu z listy My Wszyscy (Kullanu), a w wyborach do Knesetu w 2021 została wybrana z list Nowej Nadziei.
W wyborach parlamentarnych w 2015 po raz pierwszy dostała się do izraelskiego parlamentu.
2 stycznia 2019 weszła w skład czwartego rządu Binjamina Netanjahu obejmując funkcję ministra budownictwa. Zastąpiła swego dotychczasowego kolegę klubowego Jo’awa Galanta, który opuścił partię przechodząc do Likudu.
W wyborach w kwietniu 2019 uzyskała reelekcję.
13 czerwca 2021, po uformowaniu rządu Naftalego Bennetta i Ja'ira Lapida, objęła stanowisko ministra edukacji. Stanowisko piastowała do grudnia 2022, kiedy to nowym ministrem został Jo’aw Kisz.
Jest mężatką, ma troje dzieci.